# Siège de Knin
Guerres ottomanes en Europe
Guerre de Cent Ans Croato-Ottomane
Le siège de Knin (croate : Opsada Knina) est un siège de la ville de Knin, capitale du royaume de Croatie, par l'Empire ottoman en 1522. Après deux tentatives infructueuses en 1513 et 1514, les forces ottomanes, dirigées par Gazi Husrev-beg, Sandjak-bey (gouverneur) du Sandjak de Bosnie, lancent une offensive majeure sur le sud de la Croatie au printemps 1522. En mai, ses troupes, renforcées par des soldats du Sandjak de Herzégovine et de Constantinople, assiègent la forteresse de Knin.
En raison de fréquentes incursions dans Knin et ses environs, la forteresse est déjà endommagée et une grande partie de la population locale a fui vers des régions plus sûres de la Croatie. Le noble croate Mihajlo Vojković, commandant de la garnison de Knin, ne dispose que d'une petite force. Il se rend le 28 mai, en échange d'un départ libre pour ses soldats. Les Ottomans entrent dans la ville le lendemain. Le ban croate Ivan Karlović, qui prépare une opération de secours pour aider la forteresse assiégée, fait emprisonner Vojković pour avoir capitulé. Après sa capture, les Ottomans intègrent Knin dans le vilayet croate au sein du Sandjak de Bosnie. Vers 1580, Knin devient le siège du Sandjak de Krka et Lika, et reste sous domination ottomane jusqu'en 1688.

## Contexte
Au début du XVIe siècle, le royaume de Croatie est en union personnelle avec le royaume de Hongrie. Sa frontière avec l'Empire ottoman fait partie d'un système de défense plus large établi par le roi Matthias Corvin. La partie sud du secteur croate de la frontière, sous l'autorité du ban de Croatie, est protégée par trois forts majeurs. Avec Skradin et Klis , la ville fortifiée de Knin, située dans le nord de la Dalmatie sur la rivière Krka, surveille le Sandjak de Bosnie voisin. Après la mort du roi Matthias en 1490, la zone frontalière subit une pression ottomane accrue, et les fréquentes incursions isolent les forts.

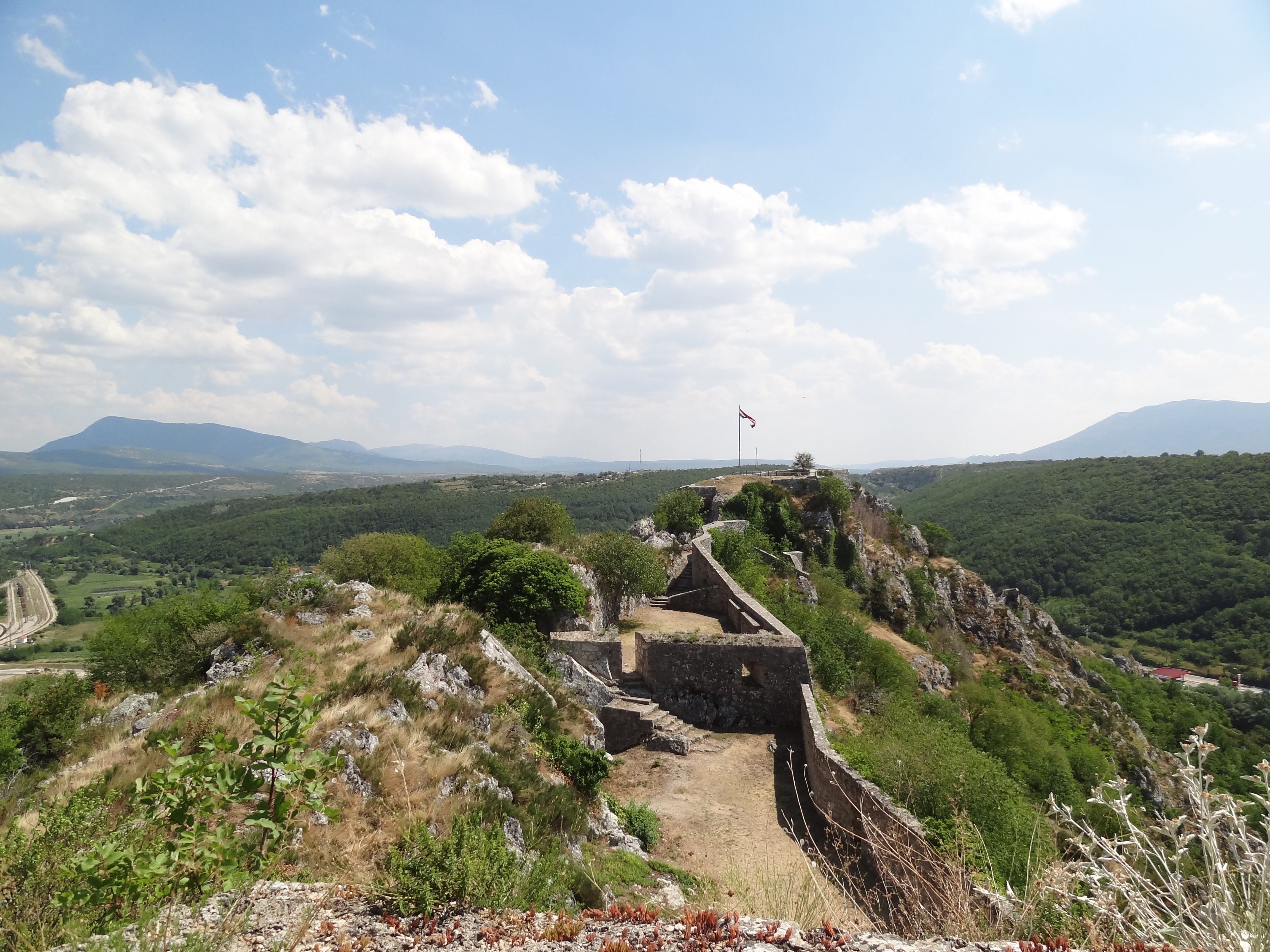
La forteresse de Knin en 2012.

La défaite croate sur le champ de Krbava face aux Ottomans en 1493 est précédée du premier siège de Knin par les Ottomans. L'armée ottomane est campée près de Knin avant le siège. La garnison de Knin sous-estime la force de l'armée ottomane, l'attaque et subit une lourde défaite. Les Ottomans assiègent alors la ville, mais les défenseurs parviennent à repousser les assauts. Cette année-là, une importante vague d'émigration s'élève depuis Knin et ses environs vers des régions plus sûres de la Croatie. Knin, capitale de la Croatie et siège du ban, perd progressivement son statut de centre politique et administratif du royaume. Sa cour suprême cesse de fonctionner, le représentant du ban n'a plus de fonctions civiles, et tous les efforts se concentrent sur le renforcement des fortifications de Knin. La ville est également le siège d'un diocèse catholique romain. En raison de la menace ottomane, l'évêque de Knin se déplace à Cazin.
En 1501, le ban croate Jean Corvin, avec l'aide de Venise, prévoit une offensive plus importante sur le Sandjak de Bosnie depuis Knin. Ce plan est contrecarré par une série d'attaques ottomanes le long de la frontière. L'année suivante, l'armée croate stationnée à Knin participe à une incursion en Bosnie. Les Ottomans réagissent par une incursion dans la région de Knin en septembre, avec 2 600 cavaliers. Le 20 août 1503, le roi Vladislas IV, qui succède à Matthias Corvin, conclut un traité de paix de sept ans avec le sultan Bayézid II. L'armistice est utilisé pour renforcer les défenses de Knin l'année suivante. En 1505, la Dalmatie connaît une période de famine sévère qui touche également Knin. En 1510, une épidémie de peste réduit presque de moitié la population de Knin.
Un nouveau traité de paix de cinq ans est signé en 1511. Les sandjak-beys de Herzégovine et de Bosnie ne respectent pas le nouveau cessez-le-feu et mènent souvent des raids dans les campagnes des villes frontalières croates. Dans un rapport du 5 mai 1511 au parlement de Buda, le maître du trésor, Blaž Raškaj, déclare que Knin est continuellement ciblée par des assauts ottomans et que l'ensemble du Royaume de Croatie serait perdu si la ville tombait. La Hongrie, confrontée à ses propres problèmes financiers, ne peut pas allouer suffisamment de ressources pour aider les défenses de la Croatie. Les nobles croates se tournent vers le Saint-Siège pour obtenir de l'aide dans la guerre contre l'Empire ottoman. Petar Berislavić, ban de Croatie de 1513 à 1520, reçoit environ 50 000 ducats en subventions du pape Léon X durant son mandat.
Certains nobles croates locaux concluent des arrangements avec les Ottomans pour protéger leurs biens des raids frequents, sous forme de tributs annuels au sandjak-bey de Bosnie. Lors des conseils de 1507 et 1511, la noblesse croate conclut que si le roi ne fournissait pas plus d'aide, elle serait contrainte de payer elle-même un tribut au sultan. Venise signale que ses villes côtières dans l'est de l'Adriatique ne sont plus sécurisées en raison des accords locaux entre les forts croates de l'arrière-pays et les Ottomans. Ces accords restent à un niveau local et ne mettent pas fin aux hostilités.
Avec l'accession de Sélim Ier au trône en 1512, tous les traités de paix sont annulés. L'ensemble du banat de Srebrenik, l'une des provinces défensives établies par Matthias Corvin, est capturé à l'automne de la même année. Berislavić, dont le mandat est marqué par des batailles continues avec l'Empire ottoman, se concentre sur la défense de la région autour de la rivière Una. En août 1513, il remporte une victoire contre les Ottomans lors de la bataille de Dubica. En mai 1520, il est tué dans une embuscade ottomane lors de la bataille de Plješevica. La plupart des nobles croates soutiennent Ivan Karlović, à la tête de la famille Kurjaković, pour remplacer Berislavić. Le roi Louis II Jagellon, qui succède à Vladislaus II, a des doutes sur cette demande et le poste de ban reste vacant pendant une année supplémentaire.

## Tentatives de siège

La Croatie et l'expansion ottomane dans la région en 1500.

En 1510, le capitaine de Knin négocie une défense conjointe avec le capitaine de la ville côtière de Šibenik, tenue par les Vénitiens. Il signale que Knin est en état de siège en raison des activités des soldats irréguliers ottomans et du manque de renforts. La même année, environ 1 000 akindji, cavaliers légers irréguliers ottomans, lancent un raid sur la campagne autour de Knin. Certaines sources contemporaines mentionnent que le vice-ban de Croatie est capturé à cette occasion. Trois ans plus tard, en janvier 1513, Knin subit un nouveau siège. Le ban de Croatie ordonne au vice-ban Baltazar Baćan de rassembler des troupes et de lever le siège avec l'aide de l'archevêché de Zagreb. Le ban appelle à un soulèvement général dans le pays à cette occasion. Le diocèse de Pécs fournit également une aide. En février de l'année suivante, une armée ottomane forte de 10 000 hommes assiège Knin, mais ne parvient pas à prendre la forteresse et perd 500 soldats. La localité située sous la forteresse est incendiée à cette occasion,. Le sandjak-bey de Bosnie construit deux nouveaux forts à la frontière près de Skradin en 1517, pour l'aider dans ses futures offensives.
La population locale est décimée par la guerre, la famine et la peste, alors que l'économie de la ville est entravée par la saisie des récoltes et du bétail. N'ayant pas suffisamment de ressources pour résister aux assauts ottomans, les capitaines de Knin et de Skradin se rendent à Buda et présentent leur démission, en octobre 1521. Le roi Louis II et son conseil les persuadent de rester en poste et promettent des renforts de 1 000 fantassins et 1 000 cavaliers, bien qu'il ne soit pas certain combien de ces troupes pourrait rejoindre les deux capitaines.

## Prélude
En novembre 1521, Karlović est nommé nouveau ban de Croatie. Peu après avoir pris ses fonctions, il est confronté à une prise de la ville de Bužim par les Ottomans, suite à une mutinerie de soldats ottomans emprisonnés. La ville était auparavant sous le contrôle de Petar Keglević, le ban de Jajce. Karlović mène une armée pour reprendre la ville et négocie la reddition de la cité en échange du départ libre des mutins vers le territoire ottoman. Cette décision de laisser partir librement les Ottomans provoque une dispute avec Keglević, qui s'oppose à cette mesure et se plaint de Karlović auprès du roi Louis,. En mars 1522, de nouveaux conflits éclatent à la frontière. Karlović s'attend à une attaque ottomane sur Krupa et Bihać ou dans la région de Lika. Les forces du ban apprennent d'un soldat ottoman capturé que les Ottomans préparent une offensive plus importante, ordonnée par le nouveau sultan, Suleiman, après sa prise de Belgrade en août 1521. Le sultan voit cette offensive comme une punition pour l'échec des négociations avec la noblesse croate, qu'il soupçonne d'utiliser les négociations pour gagner du temps.

## Siège
L'offensive est confiée à Gazi Husrev-beg, le sandjak-bey de Bosnie, et à Mahmud Bey, le sandjak-bey de Herzégovine. Mahmud Bey est le fils du général et homme d'État ottoman Hersekli Ahmed Pacha. Husrev-beg est nommé sandjak-bey de Bosnie en septembre 1521, après s'être distingué lors du siège de Belgrade et obtenu le titre de Ghazi. Avant d'arriver en Bosnie, il était le sandjak-bey de Smederevo. L'offensive commence début avril, avec des attaques coordonnées le long de la frontière croato-ottomane et un raid dans l'archiduché d'Autriche. Des troupes ottomanes supplémentaires de Constantinople sont envoyées en renfort aux deux sandjak-beys. Les forces de Karlović, comptant 2 000 cavaliers et renforcées par des troupes autrichiennes, interceptent et défont un groupe ottoman qui tentait de rejoindre la Bosnie.
Husrev-beg mène d'abord ses forces dans un raid en Carniole. D'autres unités ottomanes effectuent des attaques de reconnaissance sur Knin et Skradin, principales cibles de la première phase de l'offensive. À leur retour de Carniole, les forces de Husrev-beg pillent la région autour des villes de Grobnik, Ledenik, Brinje et Modruš, au centre de la Croatie. Elles atteignent Knin en mai, où Husrev-beg est rejoint par Mahmud Bey. Les deux sandjak-beys disposent d'une armée de 25 000 soldats et d'une grande quantité d'artillerie. La forteresse de Knin est défendue par Mihajlo Vojković de Klokoč, un noble croate qui ne dispose que d'une petite garnison.
Karlović se trouve à Topusko, au nord de Bihać, au moment du siège. En apprenant l'attaque ottomane, il commence à rassembler une armée pour secourir Knin. Karlović demande également l'aide des capitaines autrichiens. Pendant que le ban prépare son armée, les Ottomans lancent trois assauts contre la ville. Vojković se rend le 28 mai, après des négociations avec Husrev-beg. Selon l'accord, il peut quitter Knin avec ses hommes, alors que les troupes ottomanes entrent dans la ville le lendemain,. Il n'est pas certain que le départ libre de la population civile faisait partie de l'accord, mais il semble que femmes, hommes et enfants aient pu quitter la ville sans encombre. Ceux qui choisissent de rester doivent payer l'impôt foncier (haraç), imposé aux non-musulmans de l'empire.

## Conséquences
Après la chute de Knin, les habitants de la ville voisine de Skradin prennent la fuite, laissant celle-ci sans défense, ce qui permet aux Ottomans de l'occuper sans rencontrer de résistance. Husrev-beg interdit toute forme de représailles et de pillage dans les deux villes. Il demeure à Skradin jusqu'à ce qu'elle soit correctement fortifiée et y laisse une garnison de 500 hommes. À Skradin, Husrev-beg recevait des présents de la part des Vénitiens et fait savoir que le sultan souhaite établir la paix avec Venise. Après avoir pris Knin, les Ottomans se dirigent vers Klis, une autre ville fortifiée majeure du sud de la Croatie. La forteresse de Klis, qui abrite une garnison de 300 soldats, est assiégée le 3 juin. Cette garnison, suffisamment robuste, parvient à repousser les attaques des hommes de Husrev-beg, qui finissent par lever le siège avant de se retirer le 18 juin.
L'information concernant la perte de Knin et Skradin parvient à Karlović avec un retard considérable. Lorsque Karlović apprend que Vojković a livré Knin, il le fait arrêter et envoyer à la prison d'Udbina. Karlović prive Vojković de ses domaines, y compris la ville de Klokoč. Deux comtes de la famille Frankopan, Juraj II et Matija II, s'emparent de la ville de Klokoč, où ils découvrent des munitions et des canons qui auraient été envoyés par le roi pour renforcer les défenses de Knin. Karlović condamne cet acte, ce qui mène à un conflit interne avec les Frankopan.

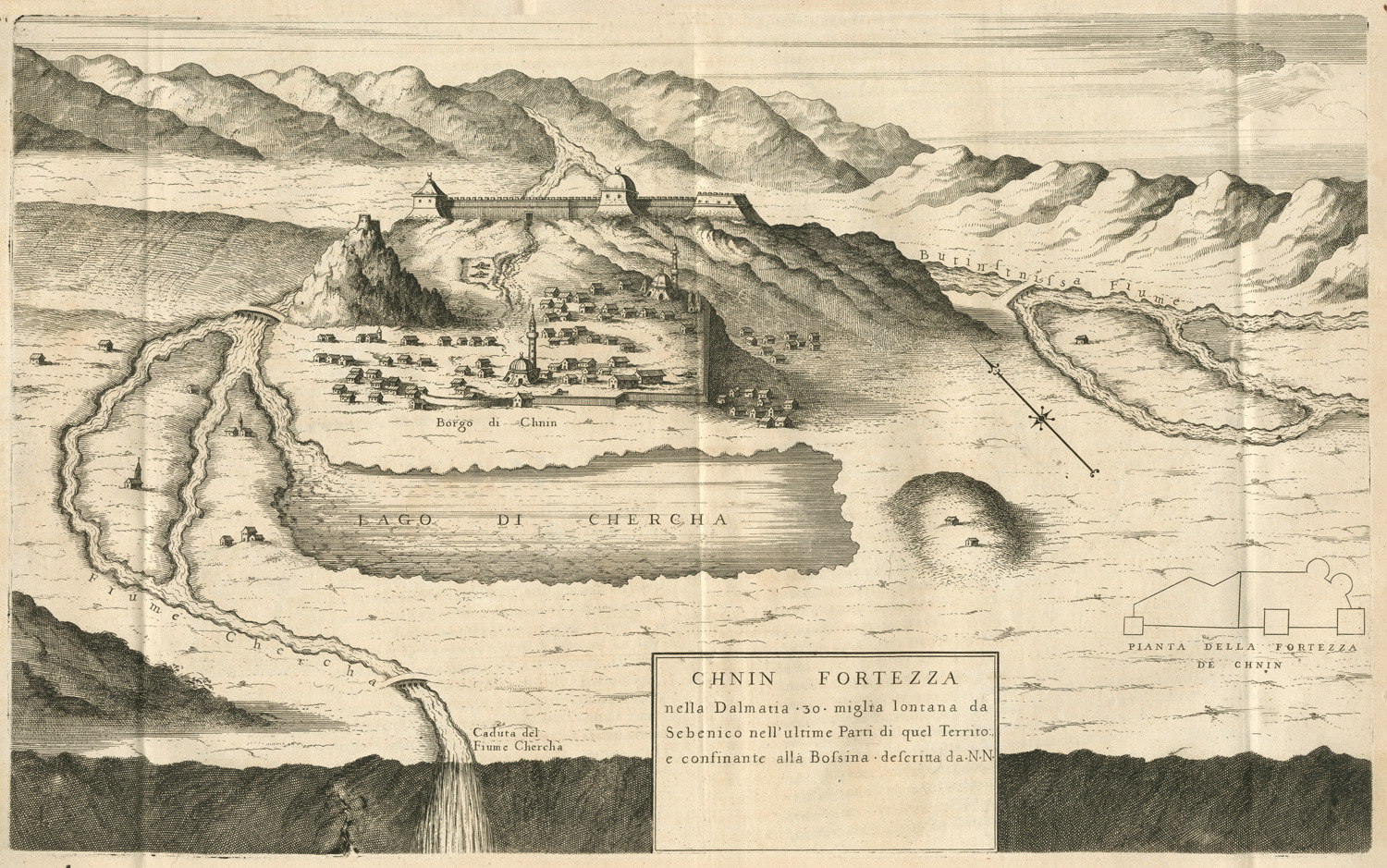
Illustration de Knin par Vincenzo Coronelli (fin du XVII), sous domination ottomane.

La chute de Knin provoque un choc immense en Croatie, et sa perte accélère l'avancée ottomane dans la partie méridionale du royaume. Bihać prend désormais le rôle principal dans les défenses croates au sud de la Save. La majorité de la population locale de l'arrière-pays dalmate s'est déjà enfuie au moment de l'offensive de 1522. Sous la domination ottomane, la population valaque venue d'autres territoires ottomans s'installe à Knin et dans son arrière-pays. Elle établit de nouvelles colonies pastorales et ses membres sont recrutés comme mercenaires dans les armées ottomanes. Certains Valaques rejoignent les Uscoques, des soldats irréguliers qui mènent une guérilla contre les Ottomans, et s'allient à Venise lorsque la guerre de Candie éclate. L'islamisation dans l'arrière-pays dalmate occidental a moins d'effet que dans d'autres régions, en raison de son éloignement, des activités des Franciscains et du statut spécial des Valaques dans l'Empire ottoman.
Plusieurs tentatives de reprise de Knin ont lieu dans les premières années suivant sa chute. En septembre 1522, Karlović rassemble une armée et attaque les forces ottomanes aux alentours de Knin. Plusieurs soldats ottomans, dont l'orfèvre de Husrev-beg, sont capturés. Une contribution de l'archiduc autrichien Ferdinand, qui promet d'aider à reprendre les forts perdus et à renforcer ceux encore sous contrôle croate, est également attendue. En juin, Ferdinand envoie quatre cents soldats à Karlović, menés par Nicolas de Salm-Neubourg, qui rencontre Karlović et aide à l'organisation de la défense. Bien que ces forces permettent aux Croates de tenir leurs positions, elles sont trop faibles pour reprendre Knin. Deux autres attaques croates ont lieu dans la région de Knin en 1529 et 1530. La première se solde par la capture de 24 soldats ottomans, tandis que lors de la seconde, en juillet 1530, une centaine de cavaliers de Bihać atteignent la région de Knin et la rivière Cetina, où des troupes chrétiennes locales sont rassemblées par le harambaša Nikola Bidojević. Les détails de cette attaque ne sont pas connus,.
L'Empire ottoman fait de Knin le point de départ de ses offensives dans la région. La ville et ses environs sont incorporés au vilayet croate nouvellement formé au sein du sandjak de Bosnie. Vers 1580, le sandjak de Krka et Lika est formé, avec Knin pour siège. Knin reste sous domination ottomane jusqu'en 1688, date à laquelle elle est prise par Venise durant la guerre de Morée.